# Andreas Mayer (Fußballspieler, 1980)
Andreas „Bobo“ Mayer (* 15. Dezember 1980 in Nördlingen) ist ein deutscher Fußballspieler.

## Karriere
Mayer begann mit dem Fußballspielen in der Jugendabteilung des FC Schloßberg und wechselte später in die Jugendabteilung des TSV Nördlingen. 1999 wechselte er zum Verbandsligisten Sportfreunde Dorfmerkingen, mit dem er am Ende seiner ersten Saison den Aufstieg in die Oberliga Baden-Württemberg erreichte. Dort entwickelte sich Mayer zu einer Stütze seines Teams und erzielte in seiner ersten Oberligasaison elf Tore in 31 Partien. Nach seiner zweiten Oberligasaison (21 Einsätze, 4 Tore) und dem erneuten Klassenerhalt wechselte er im Sommer 2002 zum benachbarten Regionalligisten VfR Aalen. Bei den Aalenern kam Mayer jedoch nicht über eine Rolle als Ergänzungsspieler hinaus. So kam er in zweieinhalb Jahren zwar zu 67 Regionalligaeinsätzen, davon allerdings nur acht über die volle Spielzeit. In der Winterpause der Saison 2004/05 wechselte er schließlich zum Oberligisten TSV Crailsheim und erzielte in der Rückrunde in 13 Partien sechs Treffer. Zur Saison 2005/06 spielte Mayer beim SSV Ulm 1846 und schaffte den Durchbruch. Mit 26 Treffern wurde er Torschützenkönig der Oberliga Baden-Württemberg und stand auch im Finale des WFV-Pokals, das gegen die Stuttgarter Kickers nach Elfmeterschießen verloren wurde.
Mit der TSG Hoffenheim fand er für die folgende Saison erneut einen Regionalligaklub. Er wurde in der Saison 2006/07 Vizemeister der Regionalliga Süd und stieg somit in die 2. Bundesliga auf. Mayer hatte während der Saison keinen Stammplatz und kam hauptsächlich als Einwechselspieler zu seinen insgesamt 28 Einsätzen (3 Tore). Zu Beginn der Zweitligasaison 2007/08 kam Mayer zu zwei Kurzeinsätzen gegen den SV Wehen Wiesbaden und TSV 1860 München. Nach den Nachverpflichtungen der Offensivspieler Demba Ba, Carlos Eduardo und Chinedu Obasi wurden weitere Einsätze für Mayer unwahrscheinlich.
Anfang Januar 2008 kehrte er zum VfR Aalen in die Regionalliga Süd zurück und schaffte mit dem Verein die Qualifikation zur neugegründeten 3. Liga. Im Januar 2009 wurde er nach einem Streit mit Teamkollege Zouhair Bouadoud von Trainer Petrik Sander gemeinsam mit Bouadoud aus der ersten Mannschaft verbannt und trainierte fortan mit der zweiten Mannschaft des Vereins. In den folgenden Wochen löste Mayer seinen Vertrag mit dem VfR Aalen auf und wechselte Anfang Februar 2009 zum Ligakonkurrenten Kickers Emden. Nachdem sich Emden nach der Saison 2008/09 aus lizenzrechtlichen Gründen freiwillig in die Oberliga zurückgezogen hatte, verließ er den Verein bereits nach einem halben Jahr wieder. Er war kurzzeitig vereinslos und kehrte im August 2009 für ein Jahr zum SSV Ulm 1846 zurück.
Ab der Saison 2010/11 spielte Andreas Mayer für den Regionalligisten KSV Hessen Kassel, bei dem er sich als Führungsspieler etablierte. Nach vier Spielzeiten beim KSV wechselte er im Sommer 2014 zum FC Memmingen in die Regionalliga Bayern. Zur Saison 2016/17 wechselte Mayer zum SSV Reutlingen 05 in die Oberliga Baden-Württemberg, bei dem er gleichzeitig auch als Co-Trainer fungierte. Ab der Saison 2017/18 stand er beim Verbandsligisten 1. FC Normannia Gmünd unter Vertrag, mit dem er den Aufstieg in die Oberliga erreichte. Nach dem sofortigen Wiederabstieg löste Mayer am 20. Juli 2019 seinen Vertrag in Schwäbisch Gmünd auf und ließ sich somit ablösefrei am 22. Juli 2019 vom Oberliga-Aufsteiger Sportfreunde Dorfmerkingen verpflichten.
Im Sommer 2020 wechselte er zunächst als Spieler zum benachbarten Landesligisten SV Neresheim. Ein Jahr später wurde er dort neuer Trainer des Vereins.

### Erfolge
Persönlich
- Torschützenkönig der Oberliga Baden-Württemberg: 2005/06

Mit dem Verein
- Aufstieg in die 2. Bundesliga: 2007 mit der TSG 1899 Hoffenheim
- Meister der Regionalliga Südwest: 2012/13 mit dem KSV Hessen Kassel
- WFV-Pokal: 2004 mit dem VfR Aalen
- Niedersachsenpokal: 2009 mit den Kickers Emden